# Filippo d'Assia-Philippsthal
Filippo d'Assia-Philippsthal (Kassel, 14 dicembre 1655 – Aquisgrana, 18 giugno 1721) fu il primo langravio d'Assia-Philippsthal dal 1663 fino alla sua morte.

## Biografia
Filippo era figlio di Guglielmo VI d'Assia-Kassel e di sua moglie, Edvige Sofia di Brandeburgo.
Sulla base del testamento di suo padre, Filippo ebbe il permesso di fondare la linea d'Assia-Philippsthal senza detenere alcuna sovranità territoriale, ma piuttosto di poter disporre solo di una pensione annua garantitagli dal fratello. Dall'eredità della madre, invece, egli ottenne il castello di Berchfeld.
Nel 1678 ricevette da suo fratello Carlo dopo l'estinzione della famiglia Wesebe, il castello ed il feudo di Herleshausen come feudo personale. Filippo prese quindi parte nel 1683 all'assedio di Vienna difendendo la città contro l'invasione ottomana. Dal 1685 decise di stabilirsi definitivamente a quello che ridenominò castello di Philippsthal (anticamente Kreuzberg) presso il fiume Werra, che iniziò a ricostruire a proprie spese e che rese il centro dei propri nuovi possedimenti.

## Matrimonio e figli
Nel 1680, sposò Caterina Amalia di Solms-Laubach (1654–1736), figlia del conte Carlo Ottone di Solms-Laubach. La coppia ebbe in tutto otto figli:
- Guglielmina (1681–1699)
- Carlo I, langravio d'Assia-Philippsthal
- Amelia (1684–1754)
- Aimone (1685–1686)
- Filippo (1686–1717), sposò nel 1714 Maria di Limburg (1689–1759, figlia del conte Alberto di Limburg, ed ebbe discendenza
- Enrichetta (1688–1761)
- Guglielmo, langravio d'Assia-Philippsthal-Barchfeld, fondatore della sesta linea del casato d'Assia
- Sofia (1695–1728), sposò nel 1723 Pietro Augusto di Schleswig-Holstein-Sonderburg-Beck (m. 1775).

## Albero genealogico
|                                            |                                    |                                        | Genitori                            |  |  | Nonni |  |  | Bisnonni                |  |  | Trisnonni                   |  |
|                                            |                                    |                                        |                                     |  |  |       |  |  | Maurizio d'Assia-Kassel |  |  | Guglielmo IV d'Assia-Kassel |  |
|                                            |                                    |                                        |                                     |  |  |       |  |  | Maurizio d'Assia-Kassel |  |  | Guglielmo IV d'Assia-Kassel |  |
|                                            |                                    | Sabina di Württemberg                  |                                     |  |  |       |  |  | Maurizio d'Assia-Kassel |  |  |                             |  |
| Guglielmo V d'Assia-Kassel                 |                                    |                                        |                                     |  |  |       |  |  | Maurizio d'Assia-Kassel |  |  |                             |  |
|                                            |                                    | Agnese di Solms-Laubach                | Giovanni Giorgio di Solms-Laubach   |  |  |       |  |  |                         |  |  |                             |  |
|                                            |                                    | Agnese di Solms-Laubach                | Giovanni Giorgio di Solms-Laubach   |  |  |       |  |  |                         |  |  |                             |  |
|                                            |                                    | Agnese di Solms-Laubach                | Margherita di Schönburg-Glauchau    |  |  |       |  |  |                         |  |  |                             |  |
| Guglielmo VI d'Assia-Kassel                |                                    | Agnese di Solms-Laubach                |                                     |  |  |       |  |  |                         |  |  |                             |  |
|                                            |                                    | Filippo Luigi II di Hanau-Münzenberg   | Filippo Luigi I di Hanau-Münzenberg |  |  |       |  |  |                         |  |  |                             |  |
|                                            |                                    | Filippo Luigi II di Hanau-Münzenberg   | Filippo Luigi I di Hanau-Münzenberg |  |  |       |  |  |                         |  |  |                             |  |
|                                            |                                    | Filippo Luigi II di Hanau-Münzenberg   | Maddalena di Waldeck                |  |  |       |  |  |                         |  |  |                             |  |
| Amalia Elisabetta di Hanau-Münzenberg      |                                    | Filippo Luigi II di Hanau-Münzenberg   |                                     |  |  |       |  |  |                         |  |  |                             |  |
|                                            |                                    | Caterina Belgica di Nassau             | Guglielmo il Taciturno              |  |  |       |  |  |                         |  |  |                             |  |
|                                            |                                    | Caterina Belgica di Nassau             | Guglielmo il Taciturno              |  |  |       |  |  |                         |  |  |                             |  |
|                                            |                                    | Caterina Belgica di Nassau             | Carlotta di Borbone                 |  |  |       |  |  |                         |  |  |                             |  |
| Filippo d'Assia-Philippsthal               |                                    | Caterina Belgica di Nassau             |                                     |  |  |       |  |  |                         |  |  |                             |  |
|                                            | Giovanni Sigismondo di Brandeburgo | Gioacchino III Federico di Brandeburgo |                                     |  |  |       |  |  |                         |  |  |                             |  |
|                                            | Giovanni Sigismondo di Brandeburgo | Gioacchino III Federico di Brandeburgo |                                     |  |  |       |  |  |                         |  |  |                             |  |
|                                            | Giovanni Sigismondo di Brandeburgo | Caterina di Brandeburgo-Küstrin        |                                     |  |  |       |  |  |                         |  |  |                             |  |
| Giorgio Guglielmo di Brandeburgo           | Giovanni Sigismondo di Brandeburgo |                                        |                                     |  |  |       |  |  |                         |  |  |                             |  |
|                                            |                                    | Anna di Prussia                        | Alberto Federico di Prussia         |  |  |       |  |  |                         |  |  |                             |  |
|                                            |                                    | Anna di Prussia                        | Alberto Federico di Prussia         |  |  |       |  |  |                         |  |  |                             |  |
|                                            |                                    | Anna di Prussia                        | Maria Eleonora di Jülich-Kleve-Berg |  |  |       |  |  |                         |  |  |                             |  |
| Edvige Sofia di Brandeburgo                |                                    | Anna di Prussia                        |                                     |  |  |       |  |  |                         |  |  |                             |  |
|                                            |                                    | Federico IV del Palatinato             | Luigi VI del Palatinato             |  |  |       |  |  |                         |  |  |                             |  |
|                                            |                                    | Federico IV del Palatinato             | Luigi VI del Palatinato             |  |  |       |  |  |                         |  |  |                             |  |
|                                            |                                    | Federico IV del Palatinato             | Elisabetta d'Assia                  |  |  |       |  |  |                         |  |  |                             |  |
| Elisabetta Carlotta di Wittelsbach-Simmern |                                    | Federico IV del Palatinato             |                                     |  |  |       |  |  |                         |  |  |                             |  |
|                                            |                                    | Luisa Giuliana di Nassau               | Guglielmo il Taciturno              |  |  |       |  |  |                         |  |  |                             |  |
|                                            |                                    | Luisa Giuliana di Nassau               | Guglielmo il Taciturno              |  |  |       |  |  |                         |  |  |                             |  |
|                                            |                                    | Luisa Giuliana di Nassau               | Carlotta di Borbone                 |  |  |       |  |  |                         |  |  |                             |  |
|                                            |                                    | Luisa Giuliana di Nassau               |                                     |  |  |       |  |  |                         |  |  |                             |  |